# Биста Милке Гргурове-Алексић у Сомбору
Биста Милке Гргурове-Алексић постављена 2016. године налази се у Сомбору у Улици Пеце Петровића.

## Положај и изглед
Улица Пеце Петровића је дуга свега 50 метара и за њу се може рећи да је уметничка галерија на отвореном простору. Једна цела страна оградног зида улице између Трга Косте Трифковића и Његошеве улице, према основној школи састоји се од вајарских портрета знаменитих позоришних великана: Пеце Петровића, Косте Трифковића и Милке Гргурове-Алексић. Између бисти, у техници зидних мурала, осликани су ликовни портрети знаменитих Сомбораца: Аврама Мразовића, Лазе Костића и Вељка Петровића. 
Бронтзана биста Милке Гругурове-Алексић је дело сомборског уметника Игора Шетера. Спомен-биста је откривена априла 2016. године.
На стубном постољу споменика, уклесано је:
Милка Гргурова-Алексић

(1840-1924)

## Милка Гргурова-Алексић и Сомбор
Милка Гргурова-Алексић рођена је у Сомбору 14. фебруара 1840. године. Једна је од првих жена код нас која је заиграла на позорници и припада првој генерацији српских професионалних уметника. Умрла је у Београду, 25. марта 1924. године.